# Södra Cell Mörrum

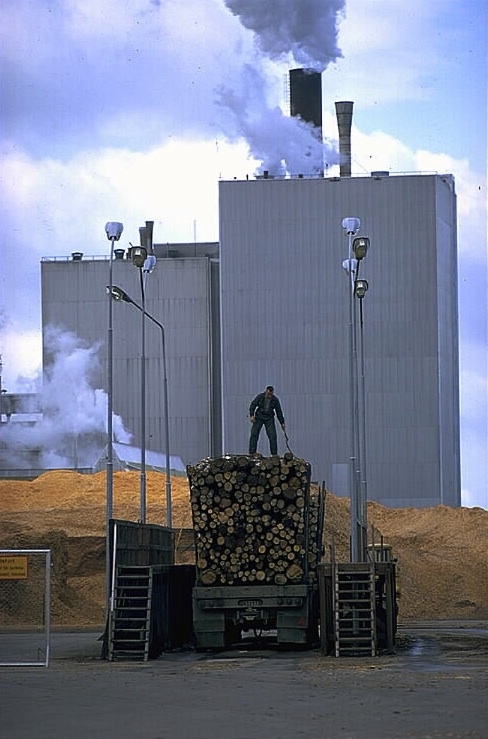
Bild på Mörrums Bruk's cellulosafabrik ca år 1970.

Södra Cell Mörrum (Mörrums bruk) är en massafabrik som ingår i Södra Cell som är en del av Södra. Fabriken ligger i Mörrum i Karlshamns kommun, Blekinge län, vid Östersjön.
Södra Cell Mörrum har både närhet till skogen och havet, något som lämpar sig särskilt bra för en massafabrik. 1962 stod fabriken klar och sedan dess har miljoner ton massa transporterats till Europa och övriga världen. Massabruket i Mörrum har två produktionslinjer för tillverkning av pappers- och dissolvingmassa. På linje 1 produceras dissolvingmassa från lövved samtidigt som långfibrig pappersmassa från barrved produceras på linje 2. Massan produceras enligt sulfatprocessen i högsta kvalité och fabriken drivs med hjälp av högteknologisk utrustning.
På Södra Cell Mörrum arbetar cirka 335 personer, allt från processtekniker, instrumentmekaniker, elektriker och ingenjörer till konstruktörer, mekaniker, administratörer och ekonomer. Fabriken är en högteknologisk verksamhet som bedrivs dygnet runt årets alla dagar med avbrott för planerade underhållsstopp. Miljöaspekten finns med i industrins alla led, allt för att miljöpåverkan ska bli så liten som möjligt.

## Deponi
Mörrums bruk har en deponi där mesa och kalk förvaras. En utbyggnad av deponin planerades 2010, men har skjutits upp flera gånger efter överklaganden. Boende i närheten har varit oroliga att det kommer påverka miljön och dricksvattnet, något som vattenprover i närheten av den nuvarande deponin visar.